# 草莓蚜
草莓蚜（学名：Aphis ichigocola）为常蚜科蚜屬下的一个种。